# Sultan Kudarat (Maguindanao)
Sultan Kudarat è una municipalità di prima classe delle Filippine, situata nella Provincia di Maguindanao, nella Regione Autonoma nel Mindanao Musulmano. Tra l'ottobre 2006 e il luglio 2008 ha fatto parte della Provincia di Shariff Kabunsuan, creata con decreto regionale annullato successivamente dalla Corte Suprema delle Filippine.
Sultan Kudarat è formata da 39 baranggay:
- Alamada
- Banatin
- Banubo
- Bulalo
- Bulibod
- Calsada
- Crossing Simuay
- Dalumangcob (Pob.)
- Damaniog
- Darapanan
- Gang
- Inawan
- Kabuntalan
- Kakar
- Kapimpilan
- Katamlangan (Matampay)
- Katidtuan
- Katuli
- Ladia
- Limbo

- Maidapa
- Makaguiling
- Matengen
- Mulaug
- Nalinan
- Nara
- Nekitan
- Olas
- Panatan
- Pigcalagan
- Pigkelegan (Ibotegen)
- Pinaring
- Pingping
- Raguisi
- Rebuken
- Salimbao
- Sambolawan
- Senditan
- Ungap